# Kristo Siimer
Kristo Siimer (* 14. Mai 1999 in Tallinn) ist ein estnischer Biathlet. Er startet seit 2019 im Weltcup und nahm an den Olympischen Spielen 2022 teil.

## Sportliche Laufbahn
Kristo Siimer startete erstmals Ende 2015 im Junior-Cup und generell zunächst ausschließlich bei Rennen auf Juniorenebene. Zwei Jahre später nahm er in Osrblie erstmals an den Jugendweltmeisterschaften teil und erreichte den 26. Platz im Sprint und den 18. Platz in der anschließenden Verfolgung. Bei der nächsten Ausgabe der Jugendweltmeisterschaften verbesserte er sich mit den Rängen 20 und acht, zudem nahm er erstmals an Europameisterschaften teil und belegte Platz 108 im Sprint. Zu Beginn der Saison 2019/20 gab der Este in Östersund sein Weltcupdebüt und erzielte in zwei Staffelrennen einen 17. und einen 18. Platz sowie Rang 80 im Sprintrennen in der Folgewoche. Zwar konnte er sich in den darauffolgenden Wettkämpfen nicht verbessern, wurde aber trotzdem für die Weltmeisterschaften 2020 nominiert, bei denen der 84. Platz im Einzel und der 21. Platz mit der Staffel resultierte. Im Laufe der Saison 2020/21 trat Siimer teils im Weltcup, teils auch im IBU-Cup an und ergatterte auf der zweiten Wettkampfebene mit einem 25. und einem 14. Rang am Arber seine ersten Ranglistenpunkte.
In der Saison 2021/22 startete Siimer durchgehend im Weltcup und erreichte in Oberhof nach Rang 57 im Sprint sein erstes Verfolgungsrennen auf der höchsten Ebene, welches er als 51. abschloss. Auch war er Teil des estnischen Teams bei den Olympischen Spielen von Peking und wurde unter anderem 60. des Einzels sowie 15. mit Rene Zahkna, Kalev Ermits und Raido Ränkel im Staffelbewerb. Recht ähnlich verlief auch der Folgewinter, am Saisonende schrammte der Este in Oslo dabei als 42. des Sprint knapp an seinen ersten Weltcuppunkten vorbei. Im Laufe der Saison 2023/24 steigerte Siimer seine Leistungen. Nachdem die erste Saisonhälfte mit konstanten Top-50-Platzierungen verlaufen war, überraschte er bei den Weltmeisterschaften mit Platz 14 im Einzel, wonach er die Qualifikation für den Massenstart nur knapp verpasste. Beim Weltcupwochenende von Soldier Hollow traf er außerdem im Sprint alle Scheiben und lief als 18. deutlich in die Punkteränge. Auch im Verfolger gewann er mit Rang 34 Punkte. Im Winter 2024/25 gelang es ihm nur einmal, unter die Top 40 zu laufen, hingegen belegte er in Ruhpolding an der Seite von Rene Zahkna, Jakob Kulbin und Mehis Udam Platz neun im Staffelwettkampf und damit die erste einstellige Platzierung estnischer Herren seit Januar 2005.

## Statistiken

### Weltcupplatzierungen
Die Tabelle zeigt alle Platzierungen (je nach Austragungsjahr einschließlich Olympische Spiele und Weltmeisterschaften).
- 1.–3. Platz: Anzahl der Podiumsplatzierungen
- Top 10: Anzahl der Platzierungen unter den ersten zehn (einschließlich Podium)
- Punkteränge: Anzahl der Platzierungen innerhalb der Punkteränge (einschließlich Podium und Top 10)
- Starts: Anzahl gelaufener Rennen in der jeweiligen Disziplin
- Staffel: inklusive Mixed- und Single-Mixed-Staffeln

| Platzierung               | Einzel | Sprint | Verfolgung | Massenstart | Staffel | Gesamt |
| ------------------------- | ------ | ------ | ---------- | ----------- | ------- | ------ |
| 1. Platz                  |        |        |            |             |         |        |
| 2. Platz                  |        |        |            |             |         |        |
| 3. Platz                  |        |        |            |             |         |        |
| Top 10                    |        |        |            |             | 1       | 1      |
| Punkteränge               |        | 2      | 1          |             | 34      | 37     |
| Starts                    | 9      | 29     | 8          |             | 34      | 80     |
| Stand: Saisonende 2024/25 |        |        |            |             |         |        |

### Weltcupwertungen

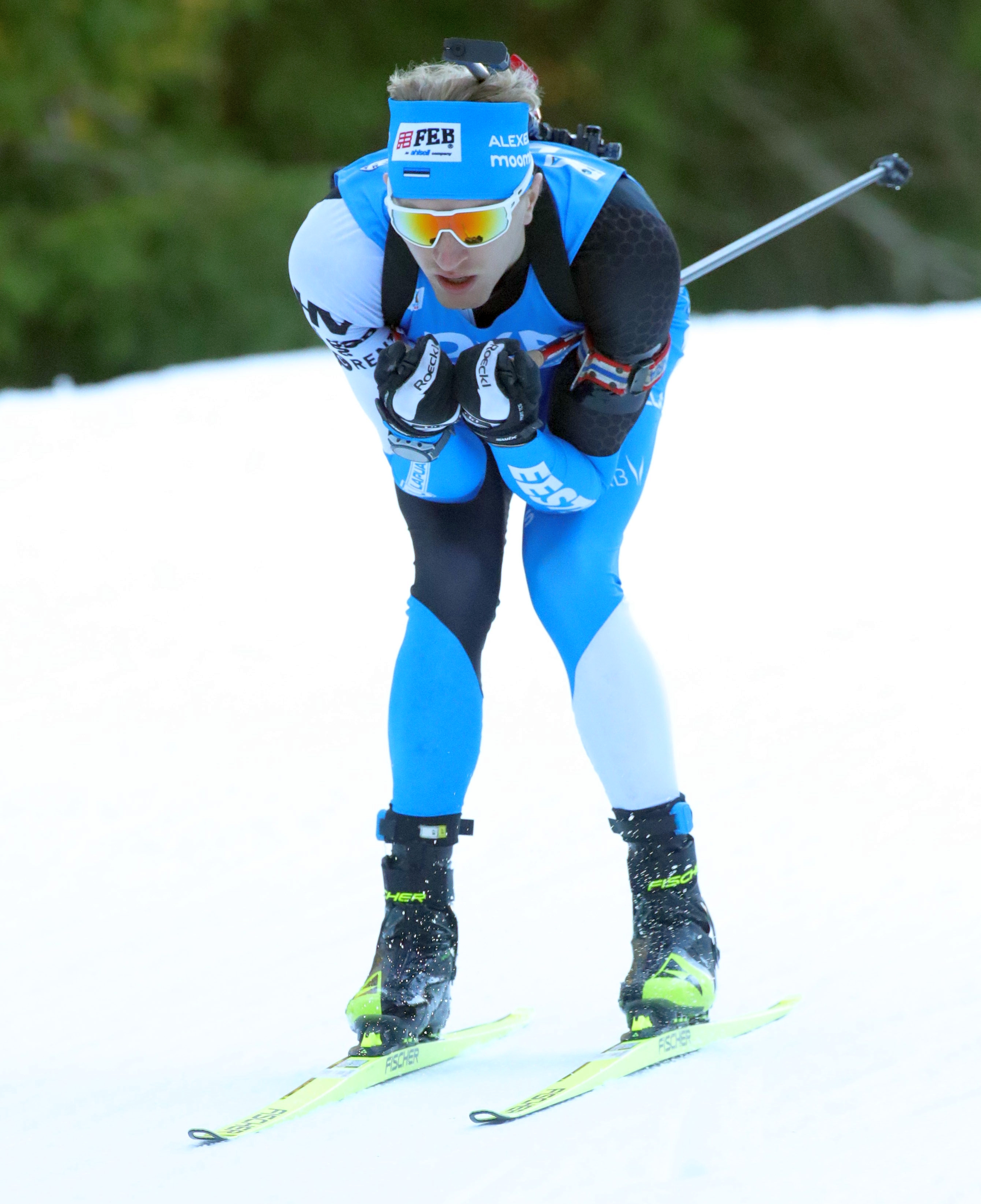
Siimer während des Einzelrennens bei der WM 2023 in Oberhof

Ergebnisse bei Biathlon-Weltcups (Disziplinen- und Gesamtweltcup) gemäß Punktesystem:
| Saison  | Einzel | Einzel | Sprint | Sprint | Verfolgung | Verfolgung | Massenstart | Massenstart | Gesamt | Gesamt |
| Saison  | Platz  | Punkte | Platz  | Punkte | Platz      | Punkte     | Platz       | Punkte      | Platz  | Punkte |
| ------- | ------ | ------ | ------ | ------ | ---------- | ---------- | ----------- | ----------- | ------ | ------ |
| 2023/24 | –      | –      | 53.    | 23     | 68.        | 7          | –           | –           | 63.    | 30     |
| 2024/25 | –      | –      | 78.    | 4      | –          | –          | –           | –           | 88.    | 4      |

### Olympische Winterspiele
Ergebnisse bei Olympischen Winterspielen:
|                                        | Einzelwettbewerbe | Einzelwettbewerbe | Einzelwettbewerbe | Einzelwettbewerbe | Staffelwettbewerbe | Staffelwettbewerbe |
| Einzel                                 | Sprint            | Verfolgung        | Massenstart       | Männerstaffel     | Mixedstaffel       |                    |
| -------------------------------------- | ----------------- | ----------------- | ----------------- | ----------------- | ------------------ | ------------------ |
| Olympische Winterspiele 2022 \| Peking | 60.               | 70.               | –                 | –                 | 15.                | 16.                |

### Weltmeisterschaften
Ergebnisse bei Weltmeisterschaften:
| Weltmeisterschaften | Weltmeisterschaften | Einzelwettbewerbe | Einzelwettbewerbe | Einzelwettbewerbe | Einzelwettbewerbe | Staffelwettbewerbe | Staffelwettbewerbe | Staffelwettbewerbe |
| Jahr                | Ort                 | Einzel            | Sprint            | Verfolgung        | Massenstart       | Männerstaffel      | Mixedstaffel       | S.-M.-Staffel      |
| ------------------- | ------------------- | ----------------- | ----------------- | ----------------- | ----------------- | ------------------ | ------------------ | ------------------ |
| 2020                | Antholz             | 84.               | –                 | –                 | –                 | 21.                | –                  | –                  |
| 2023                | Oberhof             | 57.               | 61.               | –                 | –                 | 15.                | 15.                | –                  |
| 2024                | Nové Město          | 14.               | 64.               | –                 | –                 | 17.                | 12.                | –                  |
| 2025                | Lenzerheide         | 76.               | 39.               | 35.               | –                 | 11.                | 13.                | –                  |

### Jugend-/Juniorenweltmeisterschaften
Siimer nahm bis 2018 an den Jugend-, ab 2019 an den Juniorenwettkämpfen teil.
| Weltmeisterschaften | Weltmeisterschaften | Einzelwettbewerbe | Einzelwettbewerbe | Einzelwettbewerbe | Männerstaffel |
| Jahr                | Ort                 | Einzel            | Sprint            | Verfolgung        | Männerstaffel |
| ------------------- | ------------------- | ----------------- | ----------------- | ----------------- | ------------- |
| 2017                | Osrblie             | –                 | 26.               | 18.               | 14.           |
| 2018                | Otepää              | 20..              | 20.               | 8.                | 7.            |
| 2019                | Osrblie             | 61.               | 39.               | 44.               | –             |
| 2020                | Lenzerheide         | 20.               | 14.               | 31.               | 20.           |
| 2021                | Obertilliach        | 23.               | 28.               | 29.               | 12.           |